# McAllen
McAllen város az Amerikai Egyesült Államokban, Texas államban, Hidalgo megyében. Lakosainak száma 142 210 fő (2020. április 1.). McAllent a Rio Grande folyó választja el a mexikói határ túloldalán fekvő Reynosa várostól.

## Népesség
A település népességének változása:

| 2010 | 129 877 |
| 2020 | 142 210 |